# 1822 aux échecs
| Années des échecs : 1819 - 1820 - 1821 - 1822 - 1823 - 1824 - 1825    |
| Décennies des échecs : 1790 - 1800 - 1810 - 1820 - 1830 - 1840 - 1850 |

Cet article présente les faits marquants de l'année 1822 aux échecs.

## Événements majeurs
- Premier match d’échecs entre deux clubs, ceux de Zurich et de Winterthur, à Baltenswil. Zurich l’emporte avec 41 victoires, 35 défaites et cinq matchs nuls[1].
- Création du Edinburgh Chess Club, club d’échecs d’Edimbourg[1].
- Fondation du « Divan », célèbre club d’échecs de Londres, par Samuel Ries[1].

## Divers
- John Cochrane écrit « A Treatise on the Game of Chess »[1].